# Макарово (Ростовский район)
Мака́рово (в прошлом Макарово-Семибраты) — село в Ростовском районе Ярославской области, расположенное на автомобильной дороге федерального значения М8 «Холмогоры» (Москва — Архангельск) к северу от Семибратова. 
Между Макаровым и Семибратовым расположена развилка, откуда на восток ведёт дорога к Ново-Никольскому и древнему селу Приимково, а на запад — в Татищев Погост и древнему селу Гвоздево.

## История
Существует много версий легенды о том, что село основал некий Макар, а его сыновья — соседнее Семибратово. М. Н. Тюнина излагает точку зрения, что Макаром звали поселившегося здесь в XV веке отшельника, а когда рядом с его кельей стали жить семь братьев-сбродичей, к названию «Макарово» добавилось уточнение «Семибраты».
Эти сведения происходят из житийной литературы: Макарий из Ростова, «захотев сам подражать пустынному жителю и наставнику своему преподобному Дионисию», поселился неподалёку от дороги из Ростова на Ярославль, но вскоре, «соскучив прошедшею о нём славой и служением многих приходящих к нему», ушёл в обитель своего духовного наставника Дионисия на реке Глушице.
По сведениям А. А. Титова, в 1460-е гг. Семибраты принадлежали князю Фёдору Гвоздю и именно здесь Василий Тёмный потерпел поражение от своего дяди Юрия Звенигородского.
В XVIII—XIX вв. весь район, примыкающий к реке Устье, принадлежал князьям Куракиным и назывался Кураковщиной. После сноса древней церкви Макарово было отнесено к гвоздевскому приходу. В честь избавления от чумы (1771) благодаря помощи княгини Куракиной в Семибратах была выстроена новая церковь. 12 августа 1858 года здесь проездом останавливался император Александр Николаевич с супругой. В 1869 г. открылась школа.
В черновике поэмы Н. А. Некрасова «Кому на Руси жить хорошо» упоминается Семибратово. Во время выездов на охоту поэт не раз заезжал в дом макаровского охотника Николая Осорина.

## Церковь
Макаровская церковь была уничтожена в советское время, но от неё осталось кладбище. В церкви хранился серебряный вызолоченный ковчежец 1661 года.

Местная каменная пятиглавая, в связи с колокольнею, церковь сооружена въ 1818 году князем Алексеем Борисовичем Куракиным и имеет три престола: 1) Собора Иоанна Предтечи, 2) святого Пророка Илии и 3) св. Митрополита Московского Алексия; но до 1823 г. здесь была церковь деревянная, которая в названном году за ветхостью разобрана.— А. А. Титов, «Ростовский уезд Ярославской губернии», 1886
.

## Население
| 1859 | 1914 | 2007 | 2010 |
| ---- | ---- | ---- | ---- |
| 387  | ↗408 | ↘137 | ↘118 |